# U-84 (1941)
| U-84                       | U-84                                                             | U-84                                                             |
| -------------------------- | ---------------------------------------------------------------- | ---------------------------------------------------------------- |
|                            |                                                                  |                                                                  |
|                            |                                                                  |                                                                  |
|                            |                                                                  |                                                                  |
| Під прапором               | Третій рейх                                                      | Третій рейх                                                      |
| Спуск на воду              | 26 лютого 1941 року                                              | 26 лютого 1941 року                                              |
| Виведений зі складу флоту  | 7 серпня 1943 року                                               | 7 серпня 1943 року                                               |
| Сучасний статус            | затоплений                                                       | затоплений                                                       |
| Проєкт                     |                                                                  |                                                                  |
| Тип ПЧ                     | Дизельний підводний човен                                        | Дизельний підводний човен                                        |
| Основні характеристики     |                                                                  |                                                                  |
| Швидкість (надводна)       | 17,9 вузла                                                       | 17,9 вузла                                                       |
| Швидкість (підводна)       | 8 вузлів                                                         | 8 вузлів                                                         |
| Робоча глибина занурення   | 100 м                                                            | 100 м                                                            |
| Гранична глибина занурення | 220 м                                                            | 220 м                                                            |
| Екіпаж                     | 44 особи                                                         | 44 особи                                                         |
| Розміри                    |                                                                  |                                                                  |
| Довжина найбільша (по КВЛ) | 66,5 м                                                           | 66,5 м                                                           |
| Ширина корпусу найб.       | 6,2 м                                                            | 6,2 м                                                            |
| Висота                     | 6,2м                                                             | 6,2м                                                             |
| Середня осадка (по КВЛ)    | 4,7 м                                                            | 4,7 м                                                            |
| Водотоннажність надводна   | 753 т                                                            | 753 т                                                            |
| Озброєння                  |                                                                  |                                                                  |
| Артилерія                  | одна палубна гармата калібру 88-мм та одна 20-мм зенітна гармата | одна палубна гармата калібру 88-мм та одна 20-мм зенітна гармата |
| Торпедно- мінне озброєння  | 4 носових та 1 кормовий ТА. 14 торпед                            | 4 носових та 1 кормовий ТА. 14 торпед                            |

U-84 — німецький підводний човен типу VIIB, часів Другої світової війни.
Замовлення на будівництво човна було віддане 9 червня 1938 року. Човен був закладений на верфі «Flender Werke AG» у Любеку 9 листопада 1939 року під заводським номером 280, спущений на воду 26 лютого 1941 року, 29 квітня 1941 року увійшов до складу 1-ї флотилії. Єдиним командиром човна був капітан-лейтенант Горст Упгофф.
За час служби човен зробив 8 бойових походів, в яких потопив 6 (загальна водотоннажність 29 905 брт) та пошкодив 1 судно водотоннажністю 7176 брт.
7 серпня 1943 року потоплений у Північній Атлантиці південно-західніше Бермудських островів (27°55′ пн. ш. 68°30′ зх. д. / 27.917° пн. ш. 68.500° зх. д.) торпедою американського бомбардувальника «Ліберейтор». Всі 46 членів екіпажу загинули.

## Потоплені та пошкоджені кораблі[3]
| Назва                 | Тип            | Належність      | Дата             | Тоннаж (БРТ) | Вантаж                                    | Статус     | Місце                                                       |
| Nemanja               | вантажне судно | Югославія       | 8 квітня 1942    | 5 226        | 7 207 т цукру                             | потоплено  | 40°30′ пн. ш. 64°50′ зх. д. / 40.500° пн. ш. 64.833° зх. д. |
| Chenango              | вантажне судно | Панама          | 21 квітня 1942   | 3 014        | Марганцева руда                           | потоплено  | 35°25′ пн. ш. 74°55′ зх. д. / 35.417° пн. ш. 74.917° зх. д. |
| Torvanger             | вантажне судно | Норвегія        | 23 червня 1942   | 6 568        | 8000 т військових та генеральних вантажів | потоплено  | 39°40′ пн. ш. 41°30′ зх. д. / 39.667° пн. ш. 41.500° зх. д. |
| Andrew Jackson        | вантажне судно | США             | 13 липня 1942    | 5 990        | Баласт                                    | потоплено  | 23°32′ пн. ш. 81°02′ зх. д. / 23.533° пн. ш. 81.033° зх. д. |
| Baja California       | вантажне судно | Гондурас        | 19 липня 1942    | 1 648        | Військові матеріали                       | потоплено  | 25°14′ пн. ш. 82°27′ зх. д. / 25.233° пн. ш. 82.450° зх. д. |
| William Cullen Bryant | вантажне судно | США             | 21 липня 1942    | 7 176        | 10962 т нерафінованого цукру              | пошкоджено | 24°08′ пн. ш. 82°23′ зх. д. / 24.133° пн. ш. 82.383° зх. д. |
| Empire Sunrise        | вантажне судно | Велика Британія | 2 листопада 1942 | 7 459        | 10000 т сталі та деревини                 | потоплено  | 51°50′ пн. ш. 46°25′ зх. д. / 51.833° пн. ш. 46.417° зх. д. |